# Dragalj
Dragalj este un sat din comuna Kotor, Muntenegru. Conform datelor de la recensământul din 2003, localitatea are 32 de locuitori (la recensământul din 1991 erau 36 de locuitori).

## Demografie
În satul Dragalj locuiesc 29 de persoane adulte, iar vârsta medie a populației este de 53,0 de ani (50,2 la bărbați și 55,6 la femei). În localitate sunt 13 gospodării, iar numărul mediu de membri în gospodărie este de 2,46.
Această localitate este populată majoritar de sârbi (conform recensământului din 2003).
|  |

| Demografie | Demografie | Demografie |
| An         | Locuitori  | Locuitori  |
| ---------- | ---------- | ---------- |
|            |            |            |
|            |            |            |
|            |            |            |
|            |            |            |
| 1948       | 257        |            |
| 1953       | 258        |            |
| 1961       | 203        |            |
| 1971       | 136        |            |
| 1981       | 96         |            |
| 1991       | 36         | 36         |
| 2003       | 32         | 32         |

| \| Componența etnică conform recensământului din 2003[2] \| Componența etnică conform recensământului din 2003[2] \| Componența etnică conform recensământului din 2003[2] \| Componența etnică conform recensământului din 2003[2] \| Componența etnică conform recensământului din 2003[2] \| \| ----------------------------------------------------- \| ----------------------------------------------------- \| ----------------------------------------------------- \| ----------------------------------------------------- \| ----------------------------------------------------- \| \| \| \| \| \| \| \| Sârbi \| Sârbi \| \| 31 \| 96,87% \| \| Muntenegreni \| Muntenegreni \| \| 1 \| 3,12% \| \| necunoscută \| necunoscută \| \| 0 \| 0% \| |              |  |    |        |
| Componența etnică conform recensământului din 2003 |              |  |    |        |
| |              |  |    |        |
| Sârbi | Sârbi        |  | 31 | 96,87% |
| Muntenegreni | Muntenegreni |  | 1  | 3,12%  |
| necunoscută | necunoscută  |  | 0  | 0%     |